# ویلهلم کنوپ
ویلهلم کنوپ (آلمانی: Wilhelm Knop؛ ۲۸ ژوئن ۱۸۱۷ – ۲۸ ژانویهٔ ۱۸۹۱) یک شیمی‌دان اهل آلمان بود.